# Vittorio Leonardo
Pour les articles homonymes, voir Leonardo.
Vittorio Leonardo, né le 25 novembre 1938 à Naples (Campanie), est un coloriste et dessinateur de bande dessinée belge d'origine italienne.

## Biographie

### Jeunesse
Vittorio Leonardo naît le 25 novembre 1938 à Naples. Il arrive en Belgique à Marchienne-Docherie en 1947. Il fait une lecture marquante de Lucky Luke et Jolly Jumper, tous frais créés par Morris dans l'Almanach Spirou 47. Les marges de ses cahiers sont empreintes des caricatures de son instituteur. Il dessine des têtes de Lucky Luke et de Jolly Jumper, de Topolino et de Paperino (Mickey Mouse et Donald Duck dans leur version italienne) sur de belles feuilles. Il suivra également jusqu'à 15 ans les cours de dessin et de croquis de l'Académie des beaux-arts de Charleroi ainsi que les cours de l'Académie des beaux-arts de Châtelet, où il suit des cours de peinture. Il fréquente également l'Académie des beaux-arts de Jumet. Il poursuit ainsi sa formation pendant treize années.

### Carrière
Leonardo a commencé sa carrière comme correspondant de l'Union commerciale des Glaceries belges en Italie, puis comme apprenti aux éditions Dupuis, il y reçoit une formation de photograveur .
Il tente sa chance comme auteur de bande dessinée en créant son propre personnage Barbotine, avec l'aide de Franquin, Jean Roba, Morris et Marcel Remacle, en 1967 pour le journal Spirou. Il choisit comme nom de plume son seul prénom. Il démissionne peu de temps après, à la suite d'un conflit avec les syndicats. Pour se dépanner, il reçoit des travaux de coloriage qui se font sur des bleus de coloriage, pas très fidèles au point de vue du repérage. Il conçoit un autre procédé moins onéreux qu'il propose au rédacteur en chef du Journal Spirou. Lorsque l’impression des albums passa à l’offset chez Dupuis, le jeune chromiste, Vittorio Leonardo, dépose un brevet permettant de solidariser le coloriage avec les films et obtint l’exclusivité des couleurs pour les pages du journal à partir de 1968. Il met sur pied le Studio Leonardo, qui réalise la mise en couleur de différentes séries du journal, telles que Boule et Bill, Cédric, Gaston, Gil Jourdan, Lucky Luke, le Marsupilami, Natacha, Les Femmes en blanc, Les Petits Hommes, Les Schtroumpfs, Les Tuniques bleues, Tif et Tondu et Yoko Tsuno.
En 1969, il publie encore un mini-récit sur un scénario de Raoul Cauvin. 
Entre 1973 et 1976, il reprend la série Hultrasson, le viking à la suite de Marcel Remacle.
À partir de 1993, il travaille auprès de Morris, le créateur de Lucky Luke. Pour lui, il dessine des gags de Rantanplan,, publiés dans Télé Star, puis regroupés dans le tome 8 de la série, publié en 1995. 
Lorsque la série perd ses auteurs — le dessinateur Michel Janvier et les scénaristes Xavier Fauche et Jean Léturgie — Morris lui confie la destinée graphique du chien le plus bête de l'Ouest, avec le scénariste Bob de Groot comme collaborateur. 
Cette nouvelle équipe réalise les tomes 10 (Les Cerveaux, 1996), 12 et 14 (Bêtisiers 4 et 5, 1998 et 2000), 15 (La Belle et le bête, 2000), 16 (Le Noël de Rantanplan, 2001). Michel Janvier est le dessinateur du tome 11, écrit par Xavier Fauche et Éric Adam. Et c'est Morris lui-même qui dessine le tome 13.
Leonardo dessine aussi les dessins de certains produits promotionnels de Lucky Luke : des mini-BD pour Kellogg's en 2002, puis il est l'auteur en solo de l'album hors-série L'Arnaque, publié en 2008.
Rantanplan ne sera relancée qu'en 2008, sept ans après la disparition de Morris, avec la publication de quatre albums de gags inédits réalisés à la fin des années 1990 par l'équipe Michel Janvier / Xavier Fauche / Jean Leturgie.
En 2007, le Prix Vittorio Léonardo est institué et récompense la qualité de réalisation d'un jeune talent non encore professionnel. 
Pour certaines rééditions patrimoniales, il se fait restaurateur d'art en accomplissant un travail de lithographe lorsque les originaux des planches sont perdus et s'en fait même une spécialité. Il travaille ainsi sur Jean Valhardi de Jijé ou Sylvain et Sylvette.
Parallèlement, et à partir de 1973, Vittorio enseigne la bande dessinée en atelier à l'Académie des beaux-arts de Châtelet. Certains de ses anciens élèves sont devenus des auteurs confirmés. Citons pour l'exemple Batem, Philippe Cenci, Dan, David De Thuin, Philippe Glogowski, Olivier Grenson, Éric Loutte, Christophe Simon, Gauthier Dosimont, Miguel Díaz Vizoso.

### Vie privée
Vittorio Leonardo demeure à Marcinelle. Son épouse Carla et lui ont un fils, prénommé Jourdan, et une fille, prénommée Anne.